# Gina Gershon
Gina Gershon (Los Ángeles, California, 10 de junio de 1962) es una actriz estadounidense que alcanzó fama internacional por su papel en Showgirls (1995).

## Biografía
Estudió en el Emerson College de Boston, en la Tisch School of the Arts y en el Circle in the Square Theatre también de Nueva York. 
Debutó en 1984, en el vídeo "Hello Again" de Andy Warhol. En 1988 encadenó papeles en dos películas de éxito comercial: Cocktail, uno de los primeros taquillazos de Tom Cruise, y Red Heat (Danko: calor rojo), uno de los filmes más populares de Arnold Schwarzenegger.
Su gran oportunidad le llegó de la mano de Paul Verhoeven (director de la exitosa Basic Instinct) con Showgirls (1995): encarnó a la rival de la protagonista, Elizabeth Berkley. Este filme fracasó en taquilla y a corto plazo pareció perjudicar a su elenco; si bien terminó siendo un éxito en los videoclubes.
A pesar del aparente traspiés de Showgirls, Gershon logró protagonizar (junto a Jennifer Tilly) el primer filme de las hermanas Wachowski, Bound, que obtuvo buenas críticas; y luego intervino en la película de acción Face/Off de John Woo, protagonizada por John Travolta y Nicolas Cage.
En 2012 apareció junto a Miley Cyrus y Demi Moore en LOL: Laughing Out Loud, remake de la película francesa del mismo título; y en 2020 tuvo un papel destacado en Rifkin's Festival de Woody Allen.

## Cine
| Año  | Título                                        | Personaje                            | Observaciones |
| ---- | --------------------------------------------- | ------------------------------------ | ------------- |
| 1981 | Beatlemania                                   | Bailarina                            |               |
| 1985 | Girls Just Want to Have Fun                   | Bailarina                            |               |
| 1986 | 3:15                                          | Cobrettes                            |               |
| 1986 | Pretty in Pink                                | Trombley, amiga/Clase de gimnasio    |               |
| 1987 | Sweet Revenge                                 | K.C.                                 |               |
| 1988 | Red Heat                                      | Catherine 'Cat' Manzetti             |               |
| 1988 | Cocktail                                      | Coral                                |               |
| 1989 | Suffering Bastards                            | Sharnetta                            |               |
| 1990 | Voodoo Dawn                                   | Tina                                 |               |
| 1991 | Out for Justice                               | Patti Madano                         |               |
| 1991 | Jungle Fever                                  | Vecina de Angie (escenas eliminadas) |               |
| 1991 | City of Hope                                  | Laurie Rinaldi                       |               |
| 1992 | The Player                                    | Whitney Gersh                        |               |
| 1993 | Joey Breaker                                  | Jenny Chaser                         |               |
| 1994 | Black and White                               |                                      |               |
| 1994 | Flinch                                        | Daphne James                         | Vídeo         |
| 1995 | Best of the Best 3: No Turning Back           | Margo Preston                        |               |
| 1995 | Showgirls                                     | Cristal Connors                      |               |
| 1996 | Bound                                         | Corky                                |               |
| 1997 | This World, Then the Fireworks                | Carol Lakewood Morton                |               |
| 1997 | Touch                                         | Debra Lusanne                        |               |
| 1997 | Face/Off                                      | Sasha Hassler                        |               |
| 1998 | Palmetto                                      | Nina                                 |               |
| 1998 | Lulu on the Bridge                            | Hannah                               |               |
| 1998 | One Tough Cop                                 | Joey O'Hara                          |               |
| 1998 | I'm Losing You                                | Lidia                                |               |
| 1998 | Prague Duet                                   | Dra. Lauren Graham                   |               |
| 1999 | Guinevere                                     | Billie                               |               |
| 1999 | The Insider                                   | Helen Caperelli                      |               |
| 2001 | Driven                                        | Cathy Heguy                          |               |
| 2001 | Picture Claire                                | Lily Warden                          |               |
| 2002 | Slackers                                      | Chica en el club de moda             |               |
| 2002 | Demonlover                                    | Elaine Si Gibril                     |               |
| 2002 | Borderline                                    | Dra. Lila Coletti                    |               |
| 2003 | Prey for Rock & Roll                          | Jacki                                |               |
| 2004 | Out of Season                                 | Eileen Phillips                      |               |
| 2004 | Three Way                                     | Florence DeCroix Hagen               |               |
| 2005 | One Last Thing...                             | Arlene                               |               |
| 2006 | Dreamland                                     | Mary                                 |               |
| 2006 | Man About Town                                | Arlene Kreiner                       |               |
| 2006 | Kettle of Fish                                | Ginger                               |               |
| 2006 | Delirious                                     | Dana                                 |               |
| 2007 | What Love Is                                  | Rachel                               |               |
| 2007 | P.S. I love you                               | Sharon                               |               |
| 2008 | Just Business                                 | Marty Jameson                        | Vídeo         |
| 2008 | Beer for My Horses                            | Cammie                               |               |
| 2008 | Gina Gershon Strips Down Sarah Palin          | Sarah Palin                          | Video corto   |
| 2009 | The Goods: Live Hard, Sell Hard.              |                                      |               |
| 2010 | Love Ranch                                    | Irene                                |               |
| 2010 | Five Minarets in New York                     | María                                |               |
| 2010 | Across the Line: The Exodus of Charlie Wright | Mariel Garza                         | Video         |
| 2011 | Sarah Palin Media Addict                      | Sarah Palin                          | Cortometraje  |
| 2011 | Killer Joe                                    | Sharla Smith                         |               |
| 2011 | Breathless                                    | Lorna                                |               |
| 2012 | LOL                                           | Kathy                                |               |
| 2012 | Mall                                          | Donna                                |               |
| 2014 | The Scribbler                                 | Cleo                                 |               |
| 2017 | 9/11                                          | Eve                                  |               |
| 2018 | La sirenita                                   | Peggy Gene                           |               |
| 2020 | Rifkin's Festival                             | Sue                                  |               |
| 2023 | Thanksgiving                                  | Amanda Collins                       |               |

## Televisión
| AñO       | Título                              | Personaje                    | Observaciones                                                            |
| --------- | ----------------------------------- | ---------------------------- | ------------------------------------------------------------------------ |
| 1986      | Stark: Mirror Image                 | Alison Cromwell              | Película de televisión                                                   |
| 1987      | The Twilight Zone                   | Laura                        | Episodio: "Time and Teresa Golowitz"                                     |
| 1989      | Days and Nights of Molly Dodd       | Randy Lewis                  | 3 Episodios                                                              |
| 1989      | Monsters                            | Ann                          | Episodio: "Jar"                                                          |
| 1990      | Cop Rock                            | Stacey Kane                  | Episodio: "The Cocaine Mutiny"                                           |
| 1992      | Miss Rose White                     | Angie                        | Película de televisión                                                   |
| 1992      | Sinatra                             | Nancy Barbato Sinatra        | Miniserie                                                                |
| 1993      | Love Matters                        | Heat                         | Película de televisión                                                   |
| 1993      | Melrose Place                       | Ellen                        | 3 Episodios                                                              |
| 1994      | The Untouchables                    | Becky Petrov                 | Episodio: "The Skin Trade"                                               |
| 1997      | Ellen                               | La cajera (no acreditada)    | Episodio: "The Puppy Episodio: Part 2"                                   |
| 1998      | Legalese                            | Angela Beale                 | Película de televisión                                                   |
| 1999      | Black and White                     | Nora 'Hugs' Hugosian         | Película de televisión                                                   |
| 1999–2000 | Snoops                              | Glenn Hall                   | 13 Episodios                                                             |
| 2000      | Saturday Night Live                 | Wilma Slotsin                | Episodio: "Jackie Chan/Kid Rock"                                         |
| 2002      | Borderline                          | Dra. Lila Coletti            | Película de televisión                                                   |
| 2002–2003 | Just Shoot Me!                      | Rhonda Ferrara               | Episodio: "Da Sister Who Loved DiMauro" Episodio: "My Fair Finchy"       |
| 2003      | Spider-Man: The New Animated Series | Shikata (voz)                | Episodio: "Sword of Shikata" Episodio: "Keeping Secrets"                 |
| 2004      | The Practice                        | Glenn Hall                   | Episodio: "The Firm"                                                     |
| 2004      | Tripping the Rift                   | Six                          | 13 Episodios                                                             |
| 2004      | Kevin Hill                          | Carly Austin                 | Episodio: "The Good Life"                                                |
| 2004      | Curb Your Enthusiasm                | Anna                         | Episodio: "The Survivor"                                                 |
| 2004–2007 | The Batman                          | Catwoman / Selina Kyle (voz) | 5 Episodios                                                              |
| 2005      | The Studio                          | Bebe Knight                  | Episodio: "Pilot"                                                        |
| 2005      | Crossing Jordan                     | Charlie Davis                | Episodio: "Embraceable You"                                              |
| 2005      | Family Guy                          | Mujer policía (voz)          | Episodio: "Blind Ambition"                                               |
| 2005      | Category 7: The End of the World    | FEMA Director Judith Carr    | Película de TV                                                           |
| 2005      | American Dad!                       | Karen / Varias (voz)         | Episodio: "Homeland Insecurity" Episodio: "Stan of Arabia: Part 2"       |
| 2006–2007 | Ugly Betty                          | Fabia                        | Episodio: "Pilot" Episodio: "I'm Coming Out" Episodio: "East Side Story" |
| 2007      | Psych                               | Emilina Saffron              | Episodio: "American Duos"                                                |
| 2007      | Curb Your Enthusiasm                | Anna                         | Episodio: "The Anonymous Donor"                                          |
| 2007–2009 | Rescue Me                           | Valerie                      | 9 Episodios                                                              |
| 2009      | Life on Mars                        | Rita                         | Episodio: "Coffee, Tea, or Annie"                                        |
| 2009      | Numb3rs                             | Danielle Hill                | Episodio: "12:01 AM"                                                     |
| 2009      | Eastbound & Down                    | Realtor                      | Episodio: "Chapter 5"                                                    |
| 2009      | Everything She Ever Wanted          | Pat Allanson                 | Miniserie                                                                |
| 2010      | Glory Daze                          | Teniente Lang                | Episodio: "What's Love Got to Nude with It"                              |
| 2011      | How to Make It in America           | Nancy Frankenburg            | 7 Episodios                                                              |
| 2013      | Maron                               | Alexa                        | Episodio: "A Real Woman"                                                 |
| 2013      | Wilfred                             | Gloria                       | Episodio: "Suspicion"                                                    |
| 2013      | House of Versace                    | Donatella Versace            | Película de televisión                                                   |
| 2013      | Hunt For the Labyrinth Killer       | Karen Donovan                | Película de televisión                                                   |
| 2013      | Anger Management                    | Mandy                        | Episodio: "Charlie Loses His Virginity Again"                            |
| 2013-2014 | Cleaners                            | Madre                        | Serie web                                                                |
| 2015      | Glee                                | Pam Anderson                 | Episodio: "A Wedding"                                                    |
| 2015      | Z Nation                            | La Reina de la Muerte        | 3 Episodios                                                              |
| 2015–2017 | Red Oaks                            | Fay Getty                    | 15 episodios                                                             |
| 2016      | Empire                              | Heleen Von Wyatt             | Episodio: "The Unkindest Cut"                                            |
| 2017      | Crashing                            | Susie                        | Episodio: "The Road"                                                     |
| 2017      | Brooklyn Nine-Nine                  | Teniente Melanie Hawkins     | 4 Episodios                                                              |
| 2018      | Younger                             | Chrissie Hart                | Episodio: "Sex, Liza and Rock & Roll"                                    |
| 2018–2019 | Riverdale                           | Gladys Jones                 | 8 Episodios                                                              |
| 2019      | The Good Fight                      | "Melania Trump"              | Episodio: "The One with the Celebrity Divorce"                           |
| 2020      | Loafy                               | Slippy Parker (voz)          | 5 Episodios                                                              |
| 2020–2021 | New Amsterdam                       | Jeanie Bloom                 | 5 Episodios                                                              |
| 2021      | Betty                               | Oracle                       | Episodio: "Sweet Tooth"                                                  |
| 2022      | Chucky                              | ella misma                   | episodio 2                                                               |
| 2024      | Elsbeth                             | Dra. Vanessa Holmes          | Episodio: “An ear for an ear”                                            |